# Ptychadena grandisonae
Ptychadena grandisonae é uma espécie de anfíbio da família Ranidae.
Pode ser encontrada nos seguintes países: Angola, República Democrática do Congo, Ruanda, Tanzânia, Zâmbia e possivelmente em Burundi.
Os seus habitats naturais são: savanas húmidas, campos de gramíneas de baixa altitude subtropicais ou tropicais sazonalmente húmidos ou inundados, campos de altitude subtropicais ou tropicais e pântanos.